# Кухарский, Пётр Фёдорович
Пётр Фёдорович Кухарский (1901 — 1969) — историк. Участник Великой Отечественной войны.

## Биография
Пётр Фёдорович Кухарский родился в 1901 году. 
Окончил педагогический факультет Среднеазиатского государственного университета в 1931 году. С 1932 по 1934 год был заведующим отделом и преподавателем кафедры всеобщей истории Областного коммунистического вуза. В 1934 году стал аспирантом исторического факультета Ленинградского Государственного университета. С 1937 по 1941 год был доцентом ЛГУ. В 1939 году защитил кандидатскую диссертацию. 
В годы Великой Отечественной войны сначала был комиссаром батальона связи, затем его направили на социально-экономический цикл Высших офицерских курсов на должность старшего преподавателя. Был демобилизован в звании майора. 
С 1946 по 1947 год был докторантом ЛОИИ АН СССР. Работал на докторской диссертацией, но не успел её завершить.
Научные труды Кухарского были посвящены истории Франции в новое и новейшее время.
Пётр Фёдорович Кухарский умер в 1969 году.

## Основные работы
- Утопический социализм//Пропаганда и агитация. 1938. №10.;
- Франко-русские отношения накануне Крымской войны. Л., 1941.;
- Борьба народов Европы против фашистских поработителей//Пропаганда и агитация. 1943. №7-8.;
- Крестьянское движение во Франции в 1911 году//Вопросы истории. 1951. №6.;
- Коммунистическая партия Франции на боевом посту (к 30-летию со дня основания французской компартии)//Блокнот агитатора. 1950. №36.;
- Международное рабочее движение на современном этапе. Л., 1955.

## Награды
- Орден Отечественной войны II степени;
- Медаль «За боевые заслуги»;
- Медаль «За оборону Ленинграда»;
- Медаль «За победу над Германией в Великой Отечественной войне 1941-1945 гг.».